# Bathylagidae

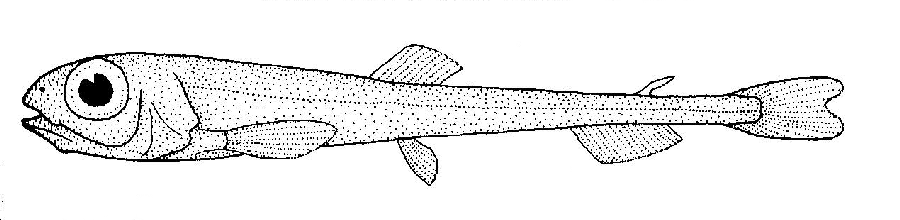
Bathylagus antarcticus.

Los esperlanes o capellanes mesopelágios son la familia Bathylagidae, peces marinos distribuidos por el océano Pacífico, océano Atlántico e Índico. Su nombre procede del griego: bathys (profundo) + lagos (liebre, escapar).
La aleta adiposa presente en otras familias emparentadas puede estar presente o ausente en algunas especies; las aletas pectorales se originan junto a la parte ventral del cuerpo.

## Géneros y especies
Existen 22 especies, agrupadas en los 8 géneros siguientes:
- Género Bathylagichthys (Kobyliansky, 1986):
  - Bathylagichthys australis Kobyliansky, 1990
  - Bathylagichthys greyae (Cohen, 1958) - Capellán mesopelágico de Grey.
  - Bathylagichthys longipinnis (Kobyliansky, 1985)
  - Bathylagichthys parini Kobyliansky, 1990
  - Bathylagichthys problematicus (Lloris y Rucabado, 1985)
- Género Bathylagoides (Whitley, 1951):
  - Bathylagoides argyrogaster (Norman, 1930) - Capellán mesopelágico de plata.
  - Bathylagoides nigrigenys (Parr, 1931) - Capellán mesopelágico barbanegra.
  - Bathylagoides wesethi (Bolin, 1938) - Capellán mesopelágico de nariz respingona.
- Género Bathylagus (Günther, 1878):
  - Bathylagus andriashevi Kobyliansky, 1986
  - Bathylagus antarcticus Günther, 1878 - Esperlán antártico.
  - Bathylagus euryops Goode y Bean, 1896 - Esperlán común.
  - Bathylagus gracilis Lönnberg, 1905
  - Bathylagus niger Kobyliansky, 2006
  - Bathylagus pacificus Gilbert, 1890 - Esperlán del Pacífico.
  - Bathylagus tenuis Kobyliansky, 1986
- Género Dolicholagus (Kobyliansky, 1986):
  - Dolicholagus longirostris (Maul, 1948) - Esperlán hocicón.
- Género Leuroglossus (Gilbert, 1890):
  - Leuroglossus callorhini (Lucas, 1899)
  - Leuroglossus schmidti Rass, 1955
  - Leuroglossus stilbius Gilbert, 1890 - Esperlán de lengua suave o Lengualisa californiana'.
- Género Lipolagus (Kobyliansky, 1986):
  - Lipolagus ochotensis (Schmidt, 1938) - Esperlán de orejas.
- Género Melanolagus (Kobyliansky, 1986):
  - Melanolagus bericoides (Borodin, 1929)
- Género Pseudobathylagus (Kobyliansky, 1986):
  - Pseudobathylagus milleri (Jordan y Gilbert, 1898) - Esperlán cerveza-negra.